# Arracacia pubescens
Arracacia pubescens är en flockblommig växtart som beskrevs av H.Wolff. Arracacia pubescens ingår i släktet Arracacia och familjen flockblommiga växter. Inga underarter finns listade i Catalogue of Life.